# DVB-S2X
DVB-S2X o DVB-S2 Extensions és l'estàndard successor de DVB-S2 que proporciona un increment en guany de fins a un 20% en xarxes Direct-to-Home i un 51% en altres aplicacions professionals en comparació del seu predecessor.

## Origen
El món dels satèl·lits ha canviat molt des de la primera aparició de DVB-S2 en 2005. Es necessiten majors velocitats, tecnologies de comunicació més eficients i transponedors més potents per suportar l'intercanvi de les grans taxes d'informació, que fins i tot incrementen dia darrere dia. A més, els usuaris finals esperen tenir connectivitat en qualsevol lloc i a qualsevol moment.
La major exigència a l'aparició d'extensió de DVB-S2 venia de la contribució de vídeo i dels serveis IP d'alta velocitat, ja que aquests són els que requereixen més velocitat de dades. Es requeria major rendiment en les aplicacions Direct-to-Home a causa de l'aparició d'Ultra High Definition TV (UHDTV) i High Efficiency Video Coding (HEVC) de compressió de vídeo per donar suport a la sol·licitud d'imatges amb major qualitat per part del mercat.
Finalment, per al negoci que embolica el món dels satèl·lits, la creació i adopció d'aquestes extensions es traduïa en major eficiència, major velocitat, major mobilitat i un servei més robust per millorar el negoci i com a conseqüència, els ingressos.
La combinació de tecnologies incorporades en el nou estàndard proporcionen un guany de fins a un 20% en xarxes Direct-to-Home i un 51% en altres aplicacions professionals comparades amb el DVB-S2.
Finalment, al febrer de 2014, el nou estàndard anomenat DVB-S2X va ser llançat oficialment cap al mercat de les comunicacions per satèl·lit.

## Innovacions
El successor de l'estàndard DVB-S2 és una combinació de tecnologies innovadores que milloren íntegrament l'eficiència dels enllaços a través de satèl·lits.
- Menors roll-off, menys espai de portadora i tecnologies de filtrat avançades.
- Actualitzacions en MODCOD i FEC (més granularitat, afegint 64, 128 i 256 APSK, millorant FECs i MODCODs i diferenciant MODCODs lineals i no-lineals).
- Implementació de banda ampla.
- SNR de MODCODs molt baix per suportar aplicacions mòbil.
- Unió dels fluxos de TV.
- Seqüències d'aleatorització estàndard addicionals.

### Menors Roll-Offs i Tecnologies de Filtrat Avançades
El nou DVB-S2X inclou una combinació de menors roll-offs (5%, 10%, 15%) i introdueix tecnologies de filtrat avançades per permetre un espai de portadora òptim. Comparat amb el DVB-S2, la combinació d'aquestes millores aporta una millora en eficiència de fins a un 15%.

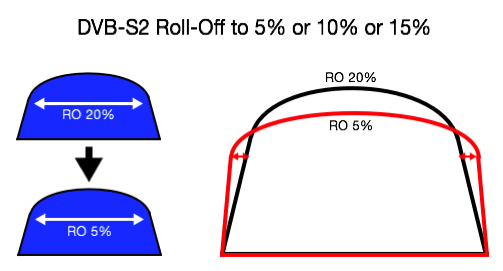
DVBS-2X Roll-Off Factors

### Actualitzacions en MODCOD i FEC
El DVB-S2X incrementa els esquemes de modulació i codificació (MODCOD) i les opcions en el Forward Error Correction (FEC) en comparació del DVB-S2. S'aconsegueix la màxima resolució amb una modulació òptima en totes les circumstàncies introduint una granularitat (la qual es va incrementant). Els passos de quantització de l'actual DVB-S2 estan bastant separats. Afegint granularitat en el DVB-S2X, el servei proveïdor pot a més optimitzar l'enllaç satèl·lit depenent de l'aplicació. Es pot aconseguir la màxima eficiència en combinació amb Adaptive Coding Modulation (ACM), on el MODCOD més elevat se selecciona automàticament. La quantitat de MODCODs ha crescut de 28 en DVB-S2 a 112 en DVB-S2X, proporcionant eficiència tan a prop com és possible del límit teòric del teorema de Shannon-Hartley.

### Banda Ampla
L'estàndard DVB-S2X suporta tecnologia per transponedors de banda ampla típica que suporten enllaços d'alta velocitat. La implementació de banda ampla en DVB-S2X dirigeix els transponedors de satèl·lits amb amplades de banda que van des de 72 MHz (típicament en la banda C) fins a centenars de MHz (Ka-band, HTS). Amb això es permet allotjar diversos canals més estrets dins dels transponedors de banda ampla, encara que això requereix l'operació dels transponedors dels satèl·lits amb un poder de descàrrega reduït i en conseqüència, una eficiència per sota de l'òptima.

### Millora de les transmissions Direct-to-Home
La implementació principal de la característica d'unió de canals del DVB-S2X està en les aplicacions Direct-to-Home. És una resposta directa a l'increment de les velocitats amb la introducció de la transmissió UHDTV per satèl·lit. La grandària d'un canal UHDTV requereix quatre vegades la capacitat de transmissió d'un canal HDTV. Amb la introducció de les noves tecnologies de codificació com HEVC, l'eficiència de compressió pot arribar a doblegar-se comparada amb la del AVC.
- HDTV amb codificació AVC = 10 Mbps
- UHDTV amb codificació AVC = 40 Mbps
- UHDTV amb codificació HEVC = 20 Mbps